# Ecatomno
Ecatomno (in greco antico: Ἑκατόμνος?; Milasa, ... – 377 a.C.) è stato un sovrano greco antico, satrapo di Caria durante il regno di Artaserse II di Persia (404-358 a.C.).
Essendo nativo di Milasa, Ecatomno scelse questa città come capitale.

## Biografia
Fu scelto dal re persiano per comandare le forze navali destinate a combattere contro Evagora I di Cipro, ma le operazioni furono sospese e, quando esse ripresero, si dice che sostenesse Evagora, fornendogli denaro per pagare delle truppe mercenarie.
Non fu preso nessun provvedimento per questo suo comportamento, forse per la disorganizzazione in cui versava in quel momento l'impero persiano, ed Ecatomno mantenne il controllo della Caria fino alla sua morte, avvenuta dopo il 380 a.C., presumibilmente nel 377 a.C.

### Discendenza
Ebbe tre figli, Mausolo, Idrieo e Pissodaro, che in quest'ordine regnarono sulla Caria, e due figlie, Artemisia II e Ada, che sposarono rispettivamente i fratelli Mausolo e Idrieo (Artemisia succedette a Mausolo e Ada a Idrieo).